# La pioggia/Zero in amore
La pioggia/Zero in amore è un 45 giri del 1969 di Gigliola Cinquetti.

## Il disco
La copertina raffigura un primo piano della cantante, con sullo sfondo delle piante, ed è realizzata da Daniele Usellini.
L'orchestra è diretta da Franco Monaldi.
Il disco ebbe un notevole successo, arrivando fino alla seconda posizione e rimanendo in hit-parade per undici settimane
| Posizione | 5 | 4 | 4 | 4 | 3 | 2 | 5 | 7 | 8 | 10 | 10 |

## La pioggia
Questa è una delle canzoni più famose di Gigliola Cinquetti; scritta da Daniele Pace e Gianni Argenio per il testo e dallo stesso Pace con Mario Panzeri e Corrado Conti per la musica, venne presentata al Festival di Sanremo 1969 dalla Cinquetti in doppia esecuzione con France Gall, e si classificò al sesto posto.
Ne furono incise varie versioni in lingue diverse, tra cui giapponese, francese, spagnolo, tedesco, inglese; nel 1984 nel film Arrapaho con gli Squallor uno degli autori del brano, Daniele Pace (componente del gruppo) ne cantò una versione a cappella senza accompagnamento musicale.
La pioggia è edita dalle Edizioni musicali Tevere di Milano.

## Zero in amore
Scritta da Franco Califano e Armando Ambrosino per il testo e da Totò Savio per la musica, è una canzone melodica con un testo d'amore.